# Within an Ace (film 1909)
Within an Ace è un cortometraggio muto del 1909 diretto da Theo Bouwmeester (Theo Frenkel) e prodotto dalla Hepworth.

## Trama
Un soldato, che si era addormentato mentre era di sentinella, riesce ad evitare la corte marziale quando la moglie salva il suo colonnello dal pugnale di una spia.

## Produzione
Il film fu prodotto dalla Hepworth.

## Distribuzione
Distribuito dalla Hepworth, il film - un cortometraggio di 107 metri - uscì nelle sale cinematografiche britanniche nel giugno 1909.
Si conoscono pochi dati del film che, prodotto dalla Hepworth, fu distrutto nel 1924 dallo stesso produttore, Cecil M. Hepworth. Fallito, in gravissime difficoltà finanziarie, il produttore pensò in questo modo di poter almeno recuperare il nitrato d'argento della pellicola.